# Terza Posizione
Terza Posizione (em português: Terça Posição ou Terceira Posição) foi um movimento político neofascista de curta duração fundado em Roma em 1978. O grupo publicava um jornal, também chamado Terza Posizione, que promovia as políticas de Terceira Posição . Era formado por adolescentes e alunos de um grupo anterior chamado Lotta Studentesca (em português: Luta Estudantil).